# Zebes
Zebes är en fiktiv planet i Nintendos spelserie Metroid. De spel i serien som utspelar sig på Zebes är Metroid (släppt 1986), Super Metroid (släppt 1994) och Metroid: Zero Mission (släppt 2004).
Samus Aran, spelseriens hjältinna, växte upp på Zebes efter att hennes födelseplats, en jordisk rymdkoloni på planeten K-2L, förstördes av rymdpiraterna. Planeten ligger i samma solsystem som Tallon IV, där Metroid Prime utspelar sig. Andra planeter i solsystemet är Oormine II, Twin Tabula och Bilium.

## Områden
Zebes har ett välutvecklat ekosystem och består av olika områden vilka skiljer sig mellan de olika spelen i serien.
I det första Metroid (och även i dess semi-remake, Metroid: Zero Mission) kunde man besöka Crateria, Brinstar, Norfair och Tourian. Planeten fick en del nya områden i dess SNES-installation, Super Metroid, exempelvis Maridia och övergivna skepp, som går att hitta i dess östra del.
Crateria är där Samus Aran landar sitt "Starship" i början av Super Metroid. Ett hyfsat stort område med bergig terräng och åtrkommande oväder. Samus' skepp finns kvar här under hela spelet. Rymdpiraternas kusligt övergivna Tourian-bas kan också sägas vara en del av Crateria.
Brinstar är, i Metroid och Metroid: Zero Mission, ett dunkelt grottkomplex med mängder av frätande syrapooler. I Super Metroid är dock Brinstar istället grönt och frodigt, med ett tropiskt klimat. Den frätande syran har försvunnit helt. Det regnar i vissa delar av området.
Norfair är ett vulkaniskt område i alla spel det dyker upp i. Lavan som finns här är så varm så att Samus inte överlever länge alls om hon inte hittat sin Gravity Suit. Ärkefienden Ridley har sin egen bas i detta område.
Maridia kan bara besökas i Super Metroid. Området har många sjöar (eller hav) och består alltså till det mesta av vatten. Stora delar av Maridia ligger under vattenytan. 
Tourian är rymdpiraternas fäste i alla spel planeten Zebes besöks. Moderhjärnan, den biologiska superdator som kontrollerar Zebes' ekosystem, är stationerad här i planetens mitt. I Metroid och Metroid: Zero Mission finns de parasitiska metroiderna i det här området. I Super Metroid fanns här endast en metroid - samma metroid som var anledningen till att Samus återvände till och återupptäckte Zebes. Eftersom denna metroid såg Samus som sin mor, offrade den sig för att rädda och skydda henne i slutstriden mot Moderhjärnan. Zebes började falla sönder och sprängdes slutligen efter det att Moderhjärnan besegrats.

## Andra framträdanden
Zebes har dykt upp i alla spel hittills i Super Smash Bros.-spelserien. I första Super Smash Bros. finns planeten i form av en bana som helt enkelt heter "Planet Zebes". I Super Smash Bros. Melee finns Brinstar med som en arena man kan kämpa på(i sitt Metroid-utseende). I Super Smash Bros. Brawl finns Norfair att välja som en spelbar bana. Brinstar-banan från Melee finns med även i Brawl, under "Melee Stages".
I Super Smash Bros. Melee:s "Adventure Mode" får man fly från Zebes, precis som i äldre Metroid-spel, för att sedan se planeten explodera i en följande filmsekvens. Intressant att notera är att spelfiguren Kirby (Nintendo) stjärnformade hemplanet Pop Star inte verkar ligga långt därifrån (trots att detta förmodligen bara hade med Super Smash Bros.-referenser att göra).  